# 小行星5074
小行星5074（5074 Goetzoertel）是一颗绕太阳运转的小行星，为主小行星带小行星。该小行星于1949年8月24日发现。

## 轨道参数
小行星5074的轨道半长轴为2.9933878 UA，离心率为0.101。